# Sigmund Münchhausen

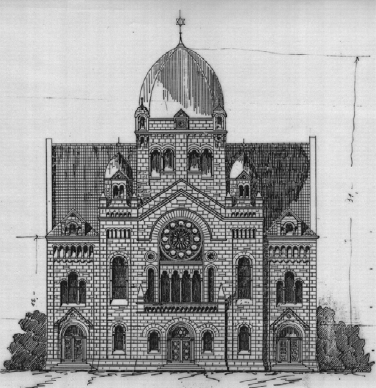
Synagoge Osnabrück, Fassadenzeichnung

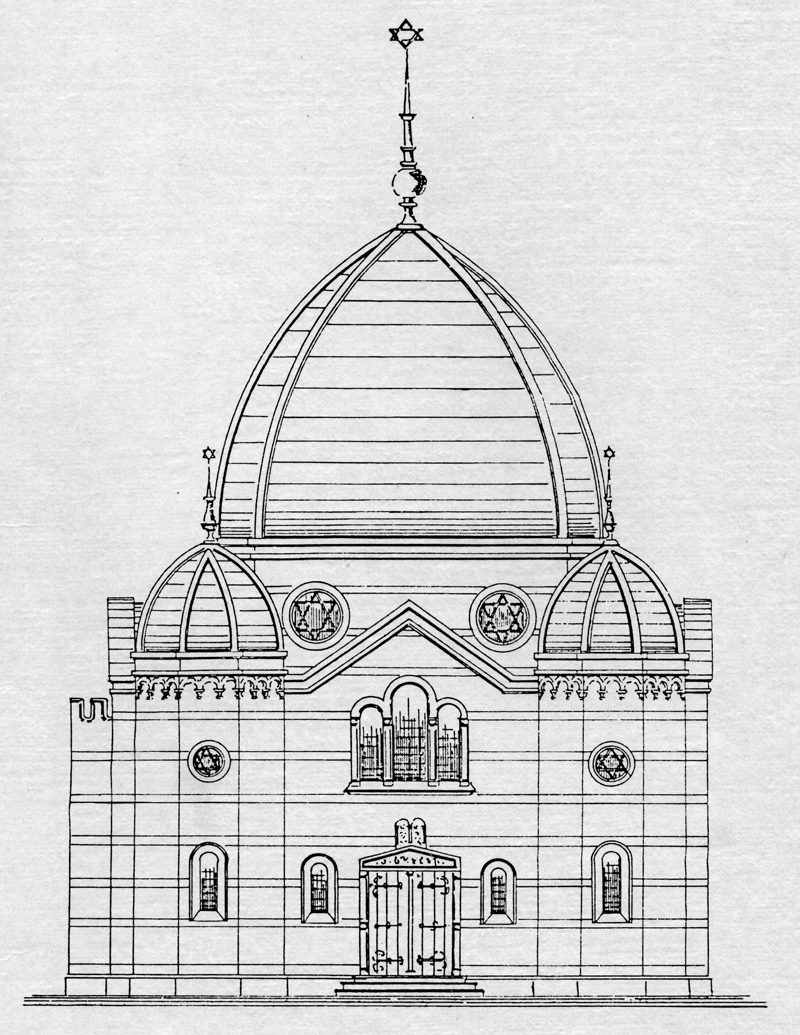
Synagoge Einbeck, Fassadenzeichnung

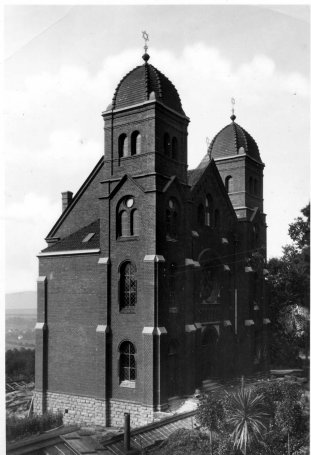
Synagoge Königstein

Sigmund Münchhausen (* 1856 oder 1858 in Paderborn; † 1924 in Köln) war ein deutscher Architekt des Historismus.

## Leben
Münchhausen wurde am 5. April 1858 in Paderborn als Sohn von Samuel Münchhausen und seiner Ehefrau Amalie, geb. Bamberger, geboren. In dieser jüdischen Familie wuchs er auf. Von 1877 bis 1878 studierte er am Polytechnikum Hannover. Danach wirkte er als Architekt in Köln. Seine Entwürfe waren vom Historismus der Hannoverschen Architekturschule geprägt, dennoch „verfolgte (er) mit seinen Bauten eine selbstbewusste, deutlich unterscheidbare Gestaltung im Synagogenbau“. Er spielte mit Elementen der gewählten Vorbilder und abstrahierte historische Stile, kopierte sie jedoch nie vollkommen.

## Bauten
- 1894–1896: Neue Synagoge in Einbeck, Bismarckstraße[5]
- 1904–1905: Synagoge in Höchst[6]
- 1905–1906: Synagoge in Osnabrück, Rolandstraße
- 1905–1906: Synagoge in Königstein im Taunus[7]
- sowie weitere Profanbauten in Köln